# Sólo quiero caminar
Sólo quiero caminar is een Spaans-Mexicaanse film uit 2008, geregisseerd door Agustín Díaz Yanes. De film is het vervolg op de film Nadie hablará de nosotras cuando hayamos muerto uit 1995. 

## Verhaal
Vier vrouwen plannen een gevaarlijke aanval op een groep Mexicaanse drugshandelaren. Gemotiveerd door wraak, kan deze actie hun geluk voor altijd veranderen.

## Rolverdeling
| Acteur               | Personage        |
| -------------------- | ---------------- |
| Diego Luna           | Gabriel          |
| Victoria Abril       | Gloria Duque     |
| Ariadna Gil          | Aurora Rodríguez |
| Pilar López de Ayala | Paloma Molina    |
| Elena Anaya          | Ana Rodríguez    |
| José María Yazpik    | Félix            |
| Adrian Pardo         | Horacio          |

## Prijzen en nominaties
Een selectie:
| Jaar | Evenement                   | Categorie                | Genomineerde                                           | Resultaat   |
| ---- | --------------------------- | ------------------------ | ------------------------------------------------------ | ----------- |
| 2009 | Premios Goya (23ste editie) | Beste film               | Sólo quiero caminar                                    | Genomineerd |
| 2009 | Premios Goya (23ste editie) | Beste regisseur          | Agustín Díaz Yanes                                     | Genomineerd |
| 2009 | Premios Goya (23ste editie) | Beste acteur             | Diego Luna                                             | Genomineerd |
| 2009 | Premios Goya (23ste editie) | Beste actrice            | Ariadna Gil                                            | Genomineerd |
| 2009 | Premios Goya (23ste editie) | Beste mannelijke bijrol  | José María Yazpik                                      | Genomineerd |
| 2009 | Premios Goya (23ste editie) | Beste origineel scenario | Agustín Díaz Yanes                                     | Genomineerd |
| 2009 | Premios Goya (23ste editie) | Beste camerawerk         | Paco Femenia                                           | Gewonnen    |
| 2009 | Premios Goya (23ste editie) | Beste montage            | José Salcedo                                           | Genomineerd |
| 2009 | Premios Goya (23ste editie) | Beste productieontwerp   | Rafael Cuervo, María Pedraza                           | Genomineerd |
| 2009 | Premios Goya (23ste editie) | Beste geluid             | Pierre Gamet, Christophe Vingtrinier, Patrice Grisolet | Genomineerd |
| 2009 | Premios Goya (23ste editie) | Beste speciale effecten  | Alejandro Vázquez, Reyes Abades, Rafa Solórzano        | Genomineerd |